# Proporcionalidade
A proporcionalidade, para a matemática, a química e a física, é a mais simples e comum relação entre grandezas. A proporcionalidade direta é um conceito matemático amplamente difundido na população leiga pois é bastante útil e de fácil resolução através da "regra de três". Quando existe proporcionalidade direta, a razão (divisão) entre os correspondentes valores das duas grandezas relacionadas é uma constante, e a esta constante dá-se o nome de constante de proporcionalidade.

## Definição
Em regra, a proporcionalidade é uma relação binária que pode ocorrer numa dupla de funções reais de mesmo domínio. Uma função é proporcional a outra se e somente se existe(m) alguma(s) constante(s) real(is) – denominada(s) constante(s) de proporcionalidade – que iguale(m) cada razão entre as valorações. Então, dados um conjunto {\displaystyle X\subseteq \mathbb {R} } e duas funções {\displaystyle f,g:X\to \mathbb {R} }, temos que:
{\displaystyle f} é proporcional a {\displaystyle g} se e só se existe alguma constante real {\displaystyle k} tal que, para todo {\displaystyle x} ao longo de {\displaystyle X}, {\displaystyle {\frac {f(x)}{g(x)}}=k}
Isso é
{\displaystyle f\propto g\iff \exists k\in \mathbb {R} .\quad \forall x\in X.\quad {\frac {f(x)}{g(x)}}=k}
Isso vale para os números reais; álgebras exóticas não serão abordadas nesse artigo.
Sendo verdadeira a proporcionalidade, existirão exatamente um ou dois valores possíveis para {\displaystyle k}.
{\displaystyle \forall x\in X.\quad k\in \left\{{\frac {f(x)}{g(x)}},{\frac {g(x)}{f(x)}}\right\}}
E mantêm a propriedade de serem inversas multiplicativas uma da outra.

## Propriedades
Algumas propriedades da proporcionalidade serão enunciadas e provadas abaixo:

### Equivalente
A relação de proporcionalidade é reflexiva, comutativa (ou "simétrica") e transitiva, portanto, é uma relação de equivalência.

#### Reflexiva
Toda função é proporcional a si mesma.
{\displaystyle f\propto f}
Provada a partir da definição:
{\displaystyle \forall x\in X.\quad {\frac {f(x)}{f(x)}}=1}
Este é o único caso em que existe uma só constante real de proporcionalidade.

#### Comutativa (ou "Simétrica")
Não existe uma ordem exata dos objetos, pois seja qual for a sua colocação a proporcionalidade não se altera.
{\displaystyle f\propto g\iff g\propto f}
Isso porque compartilham do mesmo conjunto de constantes de proporcionalidade:
{\displaystyle \forall x\in X.\quad k\in \left\{{\tfrac {f(x)}{g(x)}},{\tfrac {g(x)}{f(x)}}\right\}=\left\{{\tfrac {g(x)}{f(x)}},{\tfrac {f(x)}{g(x)}}\right\}}

#### Transitiva
A proporcionalidade é transitiva:
{\displaystyle f\propto g\land g\propto h\iff f\propto h}
Portando a expressão acima pode ser simplificada em:
{\displaystyle f\propto g\propto h}
Prova-se a partir da definição:
{\displaystyle {\begin{aligned}\forall x\in X.\quad f(x)&=\alpha \cdot g(x)\\\forall x\in X.\quad g(x)&=\beta \cdot h(x)\\\therefore \forall x\in X.\quad f(x)&=\alpha \beta \cdot h(x)\\\end{aligned}}}
O produto entre constantes é constante.

## Mecanismos de resolução
Eis alguns processos de cálculo que conservam uma proporcionalidade verdadeira:
1. Multiplicação de ambos os termos
2. Inversão de ambos os termos
3. Eliminação de constantes

### Algoritmos
1. "Regra de três" ou "Multiplicação cruzada"
2. "Regra de três composta"

### Deduzindo proporcionalidades a partir de igualdades
Considere, por exemplo, a equação de Clapeyron:
{\displaystyle \forall t\in {\mathfrak {T}}.\quad P(t)\cdot V(t)=n(t)\cdot R\cdot T(t)}

## Formas de proporcionalidade
| Retórica                                | Simbologia                                        | Exemplo                                                     |
| --------------------------------------- | ------------------------------------------------- | ----------------------------------------------------------- |
| "variação proporcional"                 | {\displaystyle \Delta a\propto \Delta b}          | Retas paralelas                                             |
| "directamente proporcional"             | {\displaystyle a\propto b}                        | Semelhança de triângulos                                    |
| "inversamente proporcional"             | {\displaystyle ab\propto 1}                       | Lei de Boyle-Mariotte (pressão e volume)                    |
| "proporcional ao quadrado"              | {\displaystyle a\propto b^{2}}                    | Esfera (raio e volume)                                      |
| "inversamente proporcional ao quadrado" | {\displaystyle ab^{2}\propto 1}                   | Gravitação Universal e Lei de Coulomb (força e distância)   |
| "proporcional ao cubo"                  | {\displaystyle a\propto b^{3}}                    | Semelhança de pirâmides                                     |
| "inversamente proporcional ao cubo"     | {\displaystyle ab^{3}\propto 1}                   | Força dipolo permanente (força e distância)                 |
| "quadrado proporcional ao cubo"         | {\displaystyle a^{2}\propto b^{3}}                | Terceira lei de Kepler (período e semieixo maior)           |
| "em divina proporção"                   | {\displaystyle {\tfrac {a+b}{a}}={\tfrac {a}{b}}} | As alturas do Homem vitruviano até o umbigo e até a cabeça. |

### Proporcionalidade inversa
Se duas funções são inversamente proporcionais, então uma é proporcional ao inverso multiplicativo da outra.
{\displaystyle a\propto b^{-1}\iff b\propto a^{-1}}
Isso ocorre por que podemos inverter ambos os termos da expressão de proporcionalidade. Ambas as formas estabelecem que:
{\displaystyle ab\propto 1}

### Divina proporção
Quando o número de ouro {\displaystyle \left(\varphi \approx 1,618\right)} é uma constante duma relação verdadeira de uma proporcionalidade entre funções positivas diz-se que estão em divina proporção.
Isso ocorre se e somente se:
{\displaystyle {\frac {a+b}{a}}={\frac {a}{b}}\quad \therefore \quad {\frac {a}{b}}=\varphi }

## Aplicações
Além de um enorme número de aplicações cotidianas, a proporcionalidade, associada à análise dimensional é muito útil ao empirismo científico.
A proporcionalidade também é de interesse das artes e do estudo da estética.

## Linearização
Embora a mais simples relação entre grandezas, é sabido contudo que grande parte das relações encontradas entre grandezas físicas naturais não se fazem mediante proporção direta. Há contudo ferramentas matemáticas específicas, a exemplo a troca de variáveis e as linearizações, que permitem reduzir uma relação inicialmente mais complicada a uma relação de proporção direta, quando não ao longo de todo o domínio de validade da relação, ao menos localmente. A expansão em séries de Taylor desempenha importante papel em áreas científicas exatas tanto em teorias como na prática. Indica-se a leitura de artigos específicos para mais informações sobre o assunto.